# Gare d'El Kheiter
La gare d'El Kheiter, ou gare du Kreider, est une ancienne gare ferroviaire algérienne située dans la commune d'El Kheiter, dans la Wilaya d'El Bayadh.

## Situation ferroviaire
Établie à une altitude de 988,000 m, la gare est située au point kilométrique (PK) 309,100 de la ligne d'Oran à Kenadsa, où elle est précédée de l'ancienne gare d'Assi El Madani et suivie de l'ancienne gare de Bougtob.

## Histoire

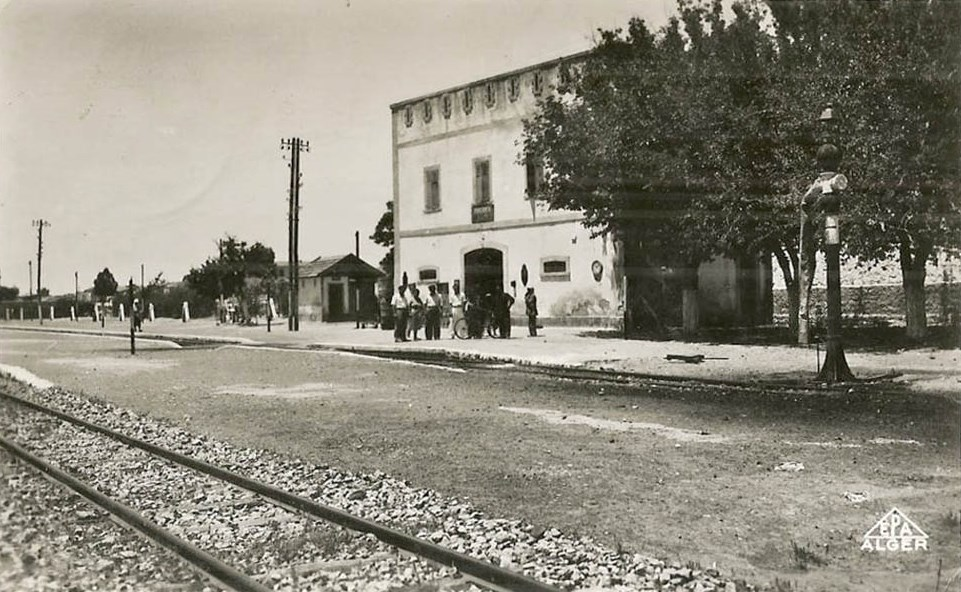
La gare au début du XXe siècle.

Lors de la colonisation, la gare portait le nom de gare du Kreider.
La gare est mise en service le 27 septembre 1881 lors de l'ouverture de la section de Modzbah au Kreider de l'ancienne ligne à voie étroite de 1 055 mm d'Oran à Kenadsa, où elle était précédée de la gare d'Assi El Madani et suivie de la gare de Bou-Ktoub (gare de Bougtob),,.